# Sævar Atli Magnússon
Pour les articles homonymes, voir Magnusson.
Sævar Atli Magnússon, né le 16 juin 2000 en Islande, est un footballeur international islandais. Il joue au poste d'attaquant au SK Brann.

## Biographie

### En club
Né en Islande, Sævar Atli Magnússon est formé par le Leiknir Reykjavik, où il fait ses débuts au plus haut niveau.
Le 5 août 2021, Sævar Atli Magnússon s'engage en faveur du Lyngby BK. Il signe un contrat courant jusqu'en juin 2024,. Lyngby évolue alors en deuxième division danoise. Il joue son premier match sous ses nouvelles couleurs le 7 août 2021 face au Esbjerg fB, en championnat. Il entre en jeu lors de cette rencontre remportée par son équipe sur le score de cinq buts à zéro. Dès sa première saison il contribue à la montée du club en première division, le Lyngby BK retrouvant l'élite du football danois un an après l'avoir quitté.
Il fait sa première apparition en Superligaen lors de la première journée de la saison 2022-2023, le 17 juillet 2022, contre le Silkeborg IF. Il entre en jeu et les deux équipes se neutralisent (2-2 score final).

### En sélection
En janvier 2023 Sævar Atli Magnússon est convoqué pour la première fois avec l'équipe nationale d'Islande par le sélectionneur Arnar Viðarsson. Il remplace Arnór Sigurðsson initialement dans la liste mais finalement forfait. Magnússon honore sa première sélection avec l'Islande le 8 janvier 2023, lors d'un match face à l'Estonie. Il entre en jeu à la place de Kristall Máni Ingason lors de cette rencontre où les deux équipes se neutralisent (1-1),.